# Pickert (Speise)

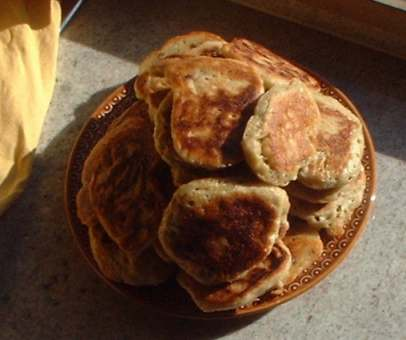
Teller mit lippischem Pickert

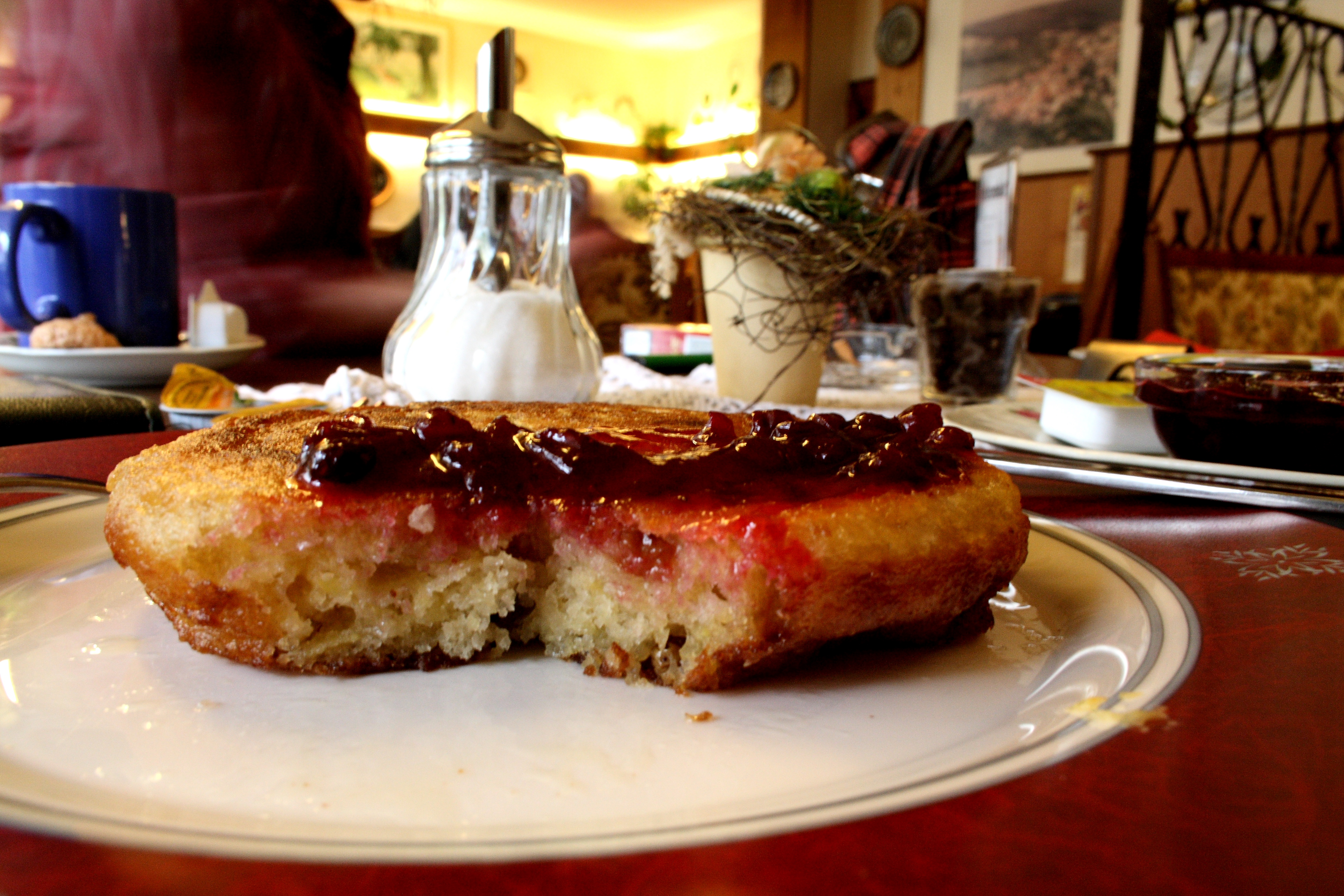
Lippischer Pickert, bestrichen mit Marmelade

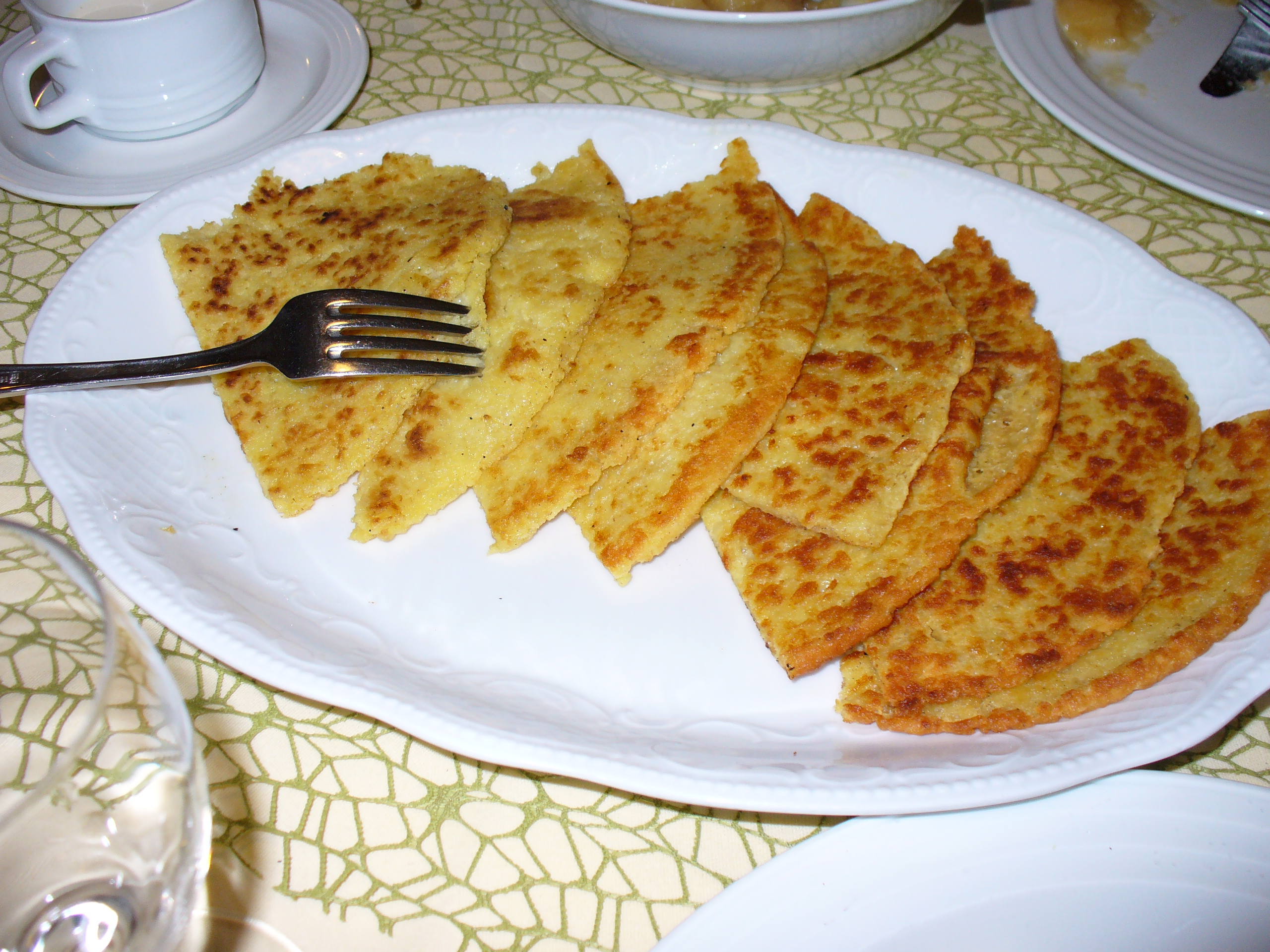
Westfälischer Pickert (geviertelt)

Pickert ist ein Kartoffelgericht der westfälischen Küche. Verbreitungsgebiet ist Ostwestfalen-Lippe und die angrenzenden Gegenden, etwa der südöstliche Teil des Osnabrücker Lands.

## Lippischer Pickert
„Lippischer Pickert“ ist ein pfannkuchenartiges Gericht, das früher ein „Armeleuteessen“ war und heute als lippische Spezialität gilt.
Der aus Hefe, Milch, Mehl, Eiern, geriebenen Kartoffeln und eventuell Rosinen bestehende Teig wird in der Pfanne gebraten und mit Butter, Pflaumen- oder Zwetschgenmus, Marmelade, Kompott, Apfelmus, Rübenkraut oder auch lippischer Leberwurst bestrichen verzehrt. Gelegentlich wird die Milch zumindest teilweise durch Wasser ersetzt.

## Westfälischer Pickert
„Westfälischer Pickert“, auch bekannt als „Lappenpickert“, hat ebenfalls geriebene Kartoffeln als Grundlage. Hinzu kommen Mehl, Eier, Milch und Salz. Die Zubereitung und das langsame Backen erfolgt in einer Bratpfanne, früher auch auf einer so genannten „Pickertplatte“ aus Gusseisen. Auf den Boden werden zum Einfetten dünne Scheiben von geräuchertem, fettem Speck gelegt. Anschließend wird der Teig in runden Portionen von etwa zehn Zentimetern Durchmesser dünn verteilt. Bei wenig Hitze lässt man ihn beidseitig bräunen.
In der von kargen Sandböden geprägten Senne bereitete man den Lappenpickert in früheren Zeiten nicht aus Kartoffeln und Weizenmehl, sondern aus Buchweizenmehl zu. Er wurde auf gusseisernen Öfen gebacken, die oben mit einer flachen Platte versehen waren. Im Volksmund war diese Form des Lappenpickerts auch als „Liarn Hinnerk“ (lederner Heinrich) bekannt, da er zumeist recht zäh war.

## Kastenpickert
In der Variante des „Kastenpickerts“, die im Raum Bielefeld und Gütersloh recht verbreitet ist, wird dieser hingegen in einer Kastenkuchenform ähnlich einem Brot gebacken, nach dem Auskühlen in Scheiben geschnitten und diese in einer Pfanne mit heißem Fett gebraten.
Gegessen wird der Kastenpickert mit (möglichst gesalzener) Butter, aber auch mit den übrigen, bereits beim Lippischen Pickert erwähnten Aufstrichen. Dazu wird häufig Kaffee getrunken.

## Verbreitung
Durch Kooperationen verschiedener gastronomischer Betriebe aus Bielefeld findet sich Pickert auch auf den Speisekarten von Restaurants in Boltenhagen an der Ostsee. Dort wird er mit Speckwürfeln, Spiegelei und grünem Salat serviert.

## Ähnliche Gerichte
- Kartoffelpuffer
- Potthucke
- Struwen